# Kamal Hasan Ali
Kamal Hasan Ali, arab. ‏كمال حسن علي‎ (ur. 18 września 1921 w Kairze, zm. 27 marca 1993 tamże) – egipski generał i polityk. Był premierem Egiptu od 17 lipca 1984 r. do 4 września 1985 r.
Ali był zaangażowany w 1948 wojnie arabsko-izraelskiej i wojny Jom Kipur. Był szefem egipskiego wywiadu w latach 1975–1978. Za prezydenta Sadata pełnił funkcję ministra obrony i produkcji wojskowej. Odegrał dużą rolę w negocjacjach pokojowych między Egiptem i Izraelem w 1979 roku. Był szefem egipskiego wywiadu w latach 1986–1989. Został przewodniczącym egipskiego Gulf Banku w 1986 roku. Kamal Hasan Ali zmarł w 27 marca 1993 roku w wieku 72 lat i został pochowany na cmentarzu wojskowym.